# Мзимба (дистрикт)
Мзимба је један од дистрикта у Северном региону Малавија. Дистрикт заузима површину од 10.430 километара квадратних и има популацију од 610.944 становника.

## Подела
Мзимбу можемо поделити на:
- Централну Мзимбу
- Источну Мзимбу
- Мзимбу Хору
- Мзимбу Лувелези
- Северну Мзимбу
- Североисточну Мзимбу
- Мзимбу Солору
- Јужну Мзимбу
- Југоисточну Мзимбу
- Северозападну Мзимбу
- Западну Мзимбу

## Градови
- Мзимба - седиште дистрикта
- Мзузу - седиште Северног региона
- Еквендени

## Култура
Највећи део становништва дистрикта чини Тумбука народ који воде порекло из Јужне Африке. Главни језик који се говори у дистрикту је Тумбука језик. 
Седиште дистрикта је Мзимба, међутим највећи град је Мзузу, који је административни центар Северног региона.
Мзимба је уједно и центар спорта нетбол у Малавију, једном од најпознатијих спортова у  Малавију. Већина играча из Мзимбе играју за репрезентацију, укључујићи и међународну звезду Мваји Кумвенда. 